# Josiah Quincy II

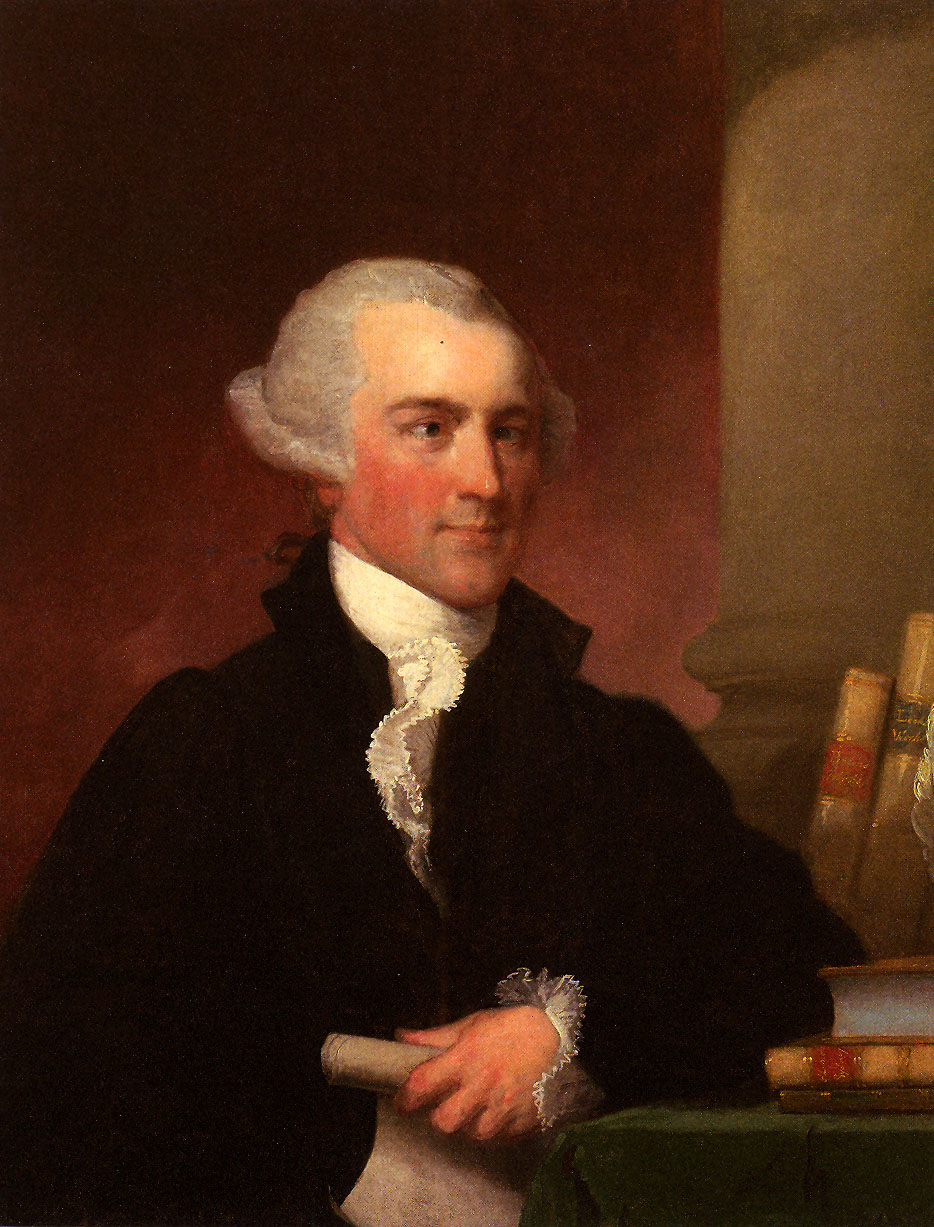
Josiah Quincy II.

Josiah Quincy II  oder Josiah Quincy Jr [ˈkwɪnzi] (* 23. Februar 1744 in Boston; † 26. April 1775 auf See) war ein amerikanischer Rechtsanwalt und Befürworter der Unabhängigkeit.

## Leben
Er war der Sohn von Josiah Quincy I (1709–1784). Nach einem Studium an der Harvard University, das er im Jahre 1763 abschloss, war er in seiner Heimatstadt erfolgreich als Anwalt tätig.
Er verfasste unter dem Pseudonym Hyperion 1767 zwei Artikel für die örtliche Zeitung, die Boston Gazette, in denen er scharf gegen die britische Steuer- und andere Kolonialverordnungen polemisierte. Ein weiterer Artikel folgte im September 1768, der letzte seiner unter Hyperion veröffentlichten Artikel folgte im Februar 1770, in dem er seine Mitbürger dazu aufrief, „den gesellschaftlichen Umgang mit denjenigen aufzukündigen, die den Handel verseuchen, deren Luxusgüter vergiften, deren Geldgier nicht zu befriedigen ist und deren Unterdrückung nicht ertragen werden sollte“. Damit trug er entscheidend zur Stimmung bei, die schließlich zur sogenannten Boston Tea Party führte, und somit die Amerikanische Unabhängigkeit einleitete. Gemeinsam mit John Adams übernahm er im Anschluss an den amerikanischen Aufstand die Verteidigung Captain Thomas Prestons und der am Massaker von Boston beteiligten Soldaten und sorgte für deren Freispruch.
1774 veröffentlichte er eine seiner wichtigsten Schriften, die Observations on the Act of Parliament, die allgemein als die „Boston Port Bill“ bezeichnet wird und wegweisende philosophische sowie juristische Grundlagen zur amerikanischen Politik enthält.
Am 16. März 1775 wurde er zu Verhandlungen nach England gesandt. Auf der Heimreise starb er kurz vor der Rückkehr noch auf einem Boot in Sichtweite der Küste von Massachusetts an Tuberkulose.
Sein Sohn Josiah Quincy III (1772–1864), der Bürgermeister von Boston, Mitglied des Repräsentantenhauses, und Präsidenten der Harvard University wurde, verfasste seine Biographie (Memoir of Josiah Quincy jr. Boston 1825).